# 别尔拉斯
别尔拉斯，是西班牙阿拉贡自治区萨拉戈萨省的一个市镇。 总面积3平方公里，总人口103人（2001年），人口密度34人/平方公里。